# Benjamin Bratt
Benjamin Bratt (* 16. prosince 1963 San Francisco, Kalifornie) je americký herec.
Pochází ze smíšeného manželství, po své matce je indiánského původu z kmene Quechua, jeho matka se narodila v jihoamerickém Peru a do USA se přestěhovala ve svých 14 letech, jeho otec má kořeny anglo-německé.
Po studiích na střední škole vystudoval Kalifornskou univerzitu v Santa Barbaře. Poté studoval herectví na divadelní akademii American Conservatory Theater v San Francisku.
Hrát začínal na konci 80. let, kdy v letech 1988–1990 hrál v několika televizních seriálech z nichž nejznámější i nejúspěšnější byl kriminální seriál Zákon a pořádek, ze který obdržel cenu Emmy. V roce 1993 se objevil ve snímku Demolition Man, v roce 1994 ve filmových hitech Jasné nebezpečí a Divoká řeka. V roce 2000 si zahrál ve známém kriminálním snímku Traffic - nadvláda gangů režiséra Stevena Soderbergha.

## Osobní život
Od roku 1998 do roku 2001 měl vážný vztah s herečkou Julií Robertsovou. Jeho manželkou je od roku 2002 herečka Talisa Soto, se kterou má dvě děti.